# Mansión de Arendole
La Mansión de Arendole (en letón: Arendoles muiža) es una casa señorial en la parroquia de Rožkalni, municipio de Vārkava en la región histórica de Latgale, en Letonia.

## Historia
La Mansión de Arendole data del siglo XVI, primero perteneciente a los Grappenbruck, después en 1772 a los Wolff. El complejo de la mansión fue entonces usado como pabellón de caza, perteneciente a los Plater-Zyberk. La mansión incluía 500 hectáreas de tierras de agricultura y 5000 hectáreas de bosque.
Durante la I Guerra Mundial, la mansión inicialmente albergó tropas rusas. Durante la estancia de las tropas se incendió la capilla de madera construida en 1779 en el parque de la mansión. En 1918 los soldados alemanes invernaron ahí, usando los muebles, ventanas y puertas de la mansión para calentarse. Finalmente en 1919 la mansión fue expropiada.
El edificio principal de la mansión fue completado a principios del siglo XIX y fue construido originalmente como pabellón de caza para la familia Plater. Hoy en día es de propiedad privada y está restaurada. Los edificios dependientes de la mansión fueron completados después de 1895 y eran un total de 27. Varios de ellos han sobrevivido, incluyendo el granero donde hoy se localiza la Escuela de Primaria de Arendole. El parque de más de cien años es adornado con una torre de dos plantas de ladrillo rojo. El cobertizo de piedra ha colapsado parcialmente. El complejo de la mansión también incluye la Iglesia católica de Arendo.